# هانس هولتن
هانس هولتن هو عالم زراعة وصحفي وسياسي نرويجي، ولد في 20 مارس 1892 في Surnadal Municipality ‏ في النرويج، وتوفي في 1973. نشط حزبياً في حزب الوسط.